# Anàlisi sintàctica superficial
L'anàlisi sintàctica superficial (anglès: shallow parsing, light parsing o chunking) és una anàlisi sintàctica que identifica els elements constituents d'una frase (grups nominals, verbs, etc.) sense especificar les seves estructures internes, ni les seves funcions en la frase. Típicament, l'anàlisi sintàctica superficial no produeix un arbre sintàctic complet. És una tècnica molt utilitzada en el processament de llenguatge natural.